# Amphicyclotulus perplexus
Amphicyclotulus perplexus es una especie de molusco gasterópodo de la familia Neocyclotidae en el orden de los Mesogastropoda.

## Distribución geográfica
Es  endémica de Guadalupe.